# La Maison du Maltais
Pour l’article homonyme, voir La Maison du Maltais (film, 1927).
Pour plus de détails, voir Fiche technique et Distribution.
La Maison du Maltais est un film français réalisé par Pierre Chenal, et sorti en 1938.

## Synopsis
Safia, prostituée de Sfax, devient la femme d'André Chervin, un éminent archéologue, qui ignore son passé. Elle lui fait endosser la paternité de l'enfant qu'elle a eu avec l'homme qu'elle aimait : Mattéo, le Maltais, qu'elle croit mort. Elle retrouve celui-ci à Paris par hasard. Aux mains d'un maître-chanteur, Safia doit vendre un bijou, mais lorsque Chervin le découvre, elle refuse de lui en indiquer la raison et il demande le divorce. Mattéo la sauve en la disculpant auprès de Chervin et se donne la mort.

## Fiche technique
- Réalisation : Pierre Chenal
- Scénario : d'après le roman homonyme de Jean Vignaud, Librairie Plon, Paris, 1926, 242 pages.
- Adaptation : Jacques Companeez, Pierre Chenal
- Dialogues : Simon Gantillon
- Assistant réalisateur : Henri Calef
- Images : Curt Courant
- Opérateur : André Bac, assisté de Maurice Pecqueux et Albert Viguier
- Musique : Jacques Ibert, Mahieddine Bachtarzi exécutée par l'orchestre des concerts "Colonne" (éditions : Choudens)
- Décors : Georges Wakhévitch, Maurice Colasson
- Son : Émile Lagarde
- Régisseur général : Al Sam
- Montage : Borys Lewin
- Script-girl : Gaetane
- Tournage dans les studios de Saint-Maurice
- Enregistrement système sonore Western Electric - Copie sonore : Pathé Cinéma
- Administrateur : Grégoire Geftman
- Producteurs : Charles Smadja, André Parant, Bernard Natan
- Production : Gladiator Films, Smadja, Solmsen (France)
- Directeur de production : Michel Koustoff
- Distribution : Compagnie Cinématographique de France, puis Gray Film, puis Gaumont
- Pays :  France
- Format : Son mono - Noir et blanc - 35 mm  - 1,37:1
- Durée : 99 minutes
- Visa de censure français no 1038 (Tous publics)
- Genre : Comédie dramatique
- Date de sortie : 
  - France - 22 septembre 1938

## Distribution
- Viviane Romance : Safia, prostituée de Sfax
- [Marcel] Dalio : Mattéo Gordina, vagabond et poète
- Pierre Renoir : l'archéologue André Chervin
- Louis Jouvet : Rossignol, détective privé et maître-chanteur
- Florence Marly : Diana, « associée » de Rossignol
- Fréhel : Rosina, tenancière de la maison de Sfax
- Jany Holt : Greta, la prostituée malade
- Gina Manès : Olga
- [Raymond] Aimos : Ernest
- Jean Sinoël : Antonin Robillard
- Pierre Labry : le chef de la bande
- Gaston Modot : le soutier
- Martial Rèbe : Ibrahim dit "le Maltais", père de Mattéo
- Jean Davy : un ami de Chervin
- [Max] Dalban : Jules, un ami de Chervin
- Nina Myral : l'épouse du collectionneur
- [André] Gabriello : l'homme volé

Non crédités :
- Georges Paulais : le barman
- Jacques Soukoff : le mari de Rosina
- Jacques Erwin : Laurent
- Edmond Beauchamp : le policier
- Frédéric O'Brady : un membre de la bande
- France Ellys : la religieuse
- Robert Moor : le domestique de Chervin
- Anthony Gildès : un archéologue
- Yvonne Yma : la dame qui fait des robes
- Génia Vaury : la patronne de la rue des Cadis
- Géno Ferny : un employé de Rossignol
- Claire Gérard : la patronne de l'Eden
- Marguerite de Morlaye : une invitée
- Monique Montey : une petite femme
- Raymond Rognoni : un badaud
- Paul Marthès : un badaud
- Lorna Rode : la danseuse
- Palmyre Levasseur
- Catherine Carrey
- Geneviève Sorya
- Carmen Laporte

## Autour du film
Le film de 1938 est un remake de La Maison du Maltais d'Henri Fescourt, qui en avait signé le scénario (1928).